# Municipio de Lone Hill
El municipio de Lone Hill (en inglés: Lone Hill Township) es un municipio ubicado en el condado de Hot Spring en el estado estadounidense de Arkansas. En el año 2010 tenía una población de 857 habitantes y una densidad poblacional de 10,91 personas por km².

## Geografía
El municipio de Lone Hill se encuentra ubicado en las coordenadas 34°20′19″N 92°56′6″O / 34.33861, -92.93500. Según la Oficina del Censo de los Estados Unidos, el municipio tiene una superficie total de 78.53 km², de la cual 77,81 km² corresponden a tierra firme y (0,91 %) 0,72 km² es agua.

## Demografía
Según el censo de 2010, había 857 personas residiendo en el municipio de Lone Hill. La densidad de población era de 10,91 hab./km². De los 857 habitantes, el municipio de Lone Hill estaba compuesto por el 95,33 % blancos, el 0,7 % eran afroamericanos, el 1,4 % eran amerindios, el 0,23 % eran asiáticos, el 0,35 % eran de otras razas y el 1,98 % eran de una mezcla de razas. Del total de la población el 1,17 % eran hispanos o latinos de cualquier raza.